# Præsidentvalget - kampen for demokrati i Zimbabwe
|  | Denne artikel er oprettet af botten Steenthbot ud fra en ekstern database. Den kan derfor have sproglige fejl eller mangler. Denne skabelon kan fjernes efter kontrol af indholdet. |

Præsidentvalget - kampen for demokrati i Zimbabwe er en dansk dokumentarfilm fra 2021 instrueret af Camilla Nielsson.

## Handling
Zimbabwe står ved en skillevej. Da diktatoren Robert Mugabe blev fjernet fra magten ved et militærkup, lovede generalerne, at de ville sikre demokrati ved et nationalt valg. På baggrund af økonomisk krise, fødevaremangel og politisk vold kunne indsatsen ikke være højere.
Den unge og karismatiske Nelson Chamisa arbejder på at besejre det regerende parti, som har kontrolleret Zimbabwe siden uafhængigheden. Efter årtier med en korrupt elite, der klamrer sig til magten ved at bruge ethvert tilgængeligt værktøj – lovligt eller ej – kan et frit, retfærdigt og troværdigt valg virkelig være muligt?
Præsidentvalget er en medrivende og episk påmindelse om, at kampen for demokrati både er uendelig og universel.

## Medvirkende
- Nelson Chamisa
- Thabani Mpofu
- Nkululeko Sibanda